# Ixora tavoyana
Ixora tavoyana är en måreväxtart som beskrevs av Cornelis Eliza Bertus Bremekamp. Ixora tavoyana ingår i släktet Ixora och familjen måreväxter. Inga underarter finns listade i Catalogue of Life.